# Batalla de Decatur
La Batalla de Decatur tuvo lugar del el 26 de octubre al 29 del mismo mes del año 1864, como parte de la Campaña Franklin-Nashville de la guerra civil estadounidense. Comandando las fuerzas de la Unión estaba el general de brigada Robert S. Granger, que tenía a su cargo entre unos 2000 y 5000 hombres. Comandando las fuerzas confederadas estaba el teniente general John B. Hood, que tenía a los 23000 hombres del Ejército de Tennessee bajo su mando. La batalla tuvo lugar en  Decatur, Alabama, en los alrededores del Antiguo Banco Estatal. Aún se pueden encontrar balas en la mampostería del edificio de arquitectura neogriega.
El 26 de octubre de 1864 el general Hood y su ejército intentaron cruzar el río Tennessee cerca de Decatur. Sin embargo, bajo el liderazgo del general de brigada Granger las fuerzas de la Unión pudieron evitar que el ejército de Hood cruzara el río.
Las fuerzas de la Unión quemaron la ciudad de Decatur, incluyendo el puente del ferrocarril, dejando tan solo tres estructuras en pie, que son el Antiguo Banco Estatal, Dancy-Polk House y la McEntire House.
El residente en Decatur Noel Carpenter ha escrito el que debe ser el único libro sobre la batalla, A slight Demonstration, publicado por Legacy and Letters de Austin, Texas.